# Best: First Things
Albums de Kumi Kōda
Secret
(2005) Black Cherry
(2006)
Compilations par Kumi Kōda
Best: Second Session
(2006)
Best: First Things est la première compilation de Kumi Kōda, sorti sous le label Rhythm Zone le 21 septembre 2005 au Japon. Il atteint la 1re place du classement de l'Oricon. Il se vend à 558 916 exemplaires la première semaine, et reste classé pendant 124 semaines, pour un total de 1 916 661 exemplaires vendus. C'est l'album le plus vendu de Kumi Kōda à ce jour. Il sort en format 2CD et 2CD+DVD.

## Liste des titres
| 1.  | No Tricks                   | Kumi Kōda, Daisuke "D.I" Imai | Daisuke "D.I" Imai               | 4:31 |
| 2.  | TAKE BACK                   | Kumi Kōda                     | Kazuhito Kikuchi                 | 4:55 |
| 3.  | Trust Your Love             | Kumi Kōda                     | Kazuhito Kikuchi                 | 4:27 |
| 4.  | Color of Soul               | Natsumi Watanabe              | Miki Watanabe                    | 4:28 |
| 5.  | So Into You                 | Kumi Kōda                     | Yasuhiro Abe                     | 4:32 |
| 6.  | Love Across the Ocean       | Kumi Kōda                     | Tsukasa                          | 3:37 |
| 7.  | M.A.Z.E                     | Kenn Kato                     | Hiro Yamaguchi                   | 4:04 |
| 8.  | Real Emotion                | Kenn Kato                     | Kazuhiro Hara                    | 3:59 |
| 9.  | 1000 no Kotoba (1000の言葉) | Kazushige Nojima              | Noriko Matsueda, Takahito Eguchi | 5:58 |
| 10. | COME WITH ME                | Kumi Kōda                     | H-Wonder                         | 4:46 |
| 11. | Gentle Words                | Kenn Kato                     | D.A.I.                           | 3:44 |
| 12. | Crazy 4 U                   | Miki Watanabe                 | Miki Watanabe                    | 4:06 |

| 1.  | Cutie Honey (キューティーハニー) | Kurodo Q.                  | Takeo Watanabe     | 3:06 |
| 2.  | Chase                            | Kumi Kōda, Kazuhiro Hara   | Kazuhiro Hara      | 4:58 |
| 3.  | Kiseki (奇跡)                    | Kumi Kōda, Kosuke Morimoto | Kosuke Morimoto    | 4:58 |
| 4.  | Selfish                          | Miki Watanabe              | Miki Watanabe      | 3:53 |
| 5.  | Hands                            | Kumi Kōda                  | Katsumi Ohnishi    | 4:25 |
| 6.  | Hot Stuff feat. KM-Markit        | Kumi Kōda, KM-Markit       | Daisuke "D.I" Imai | 4:06 |
| 7.  | Butterfly                        | Kumi Kōda                  | Miki Watanabe      | 4:18 |
| 8.  | Flower                           | Yoshi                      | Yasuo Ohtani       | 4:38 |
| 9.  | Promise                          | Kumi Kōda                  | Daisuke "D.I" Imai | 4:47 |
| 10. | Star                             | Kumi Kōda                  | Kosuke Morimoto    | 4:05 |
| 11. | The Meaning of Peace             | Tetsuya Komuro             | Tetsuya Komuro     | 5:16 |

| 1.  | Take Back                                                              |  |
| 2.  | Trust Your Love                                                        |  |
| 3.  | Color of Soul                                                          |  |
| 4.  | So into You                                                            |  |
| 5.  | Love Across the Ocean                                                  |  |
| 6.  | Maze                                                                   |  |
| 7.  | Real Emotion                                                           |  |
| 8.  | Come with Me                                                           |  |
| 9.  | Gentle Words                                                           |  |
| 10. | Crazy 4 U                                                              |  |
| 11. | Cutie Honey (キューティーハニー)                                       |  |
| 12. | Chase                                                                  |  |
| 13. | Kiseki (奇跡)                                                          |  |
| 14. | Selfish                                                                |  |
| 15. | Hands (Single Version)                                                 |  |
| 16. | Hot Stuff (featuring KM-Markit)                                        |  |
| 17. | Butterfly                                                              |  |
| 18. | Promise                                                                |  |
| 19. | Special Mix Video from Best ~First Things~ (First Press Edition Bonus) |  |